# Самохіна Галина Михайлівна
Галина Михайлівна Самохіна (нар. 5 липня 1934, Москва — пом. 10 лютого 2014, там же) — радянська акторка театру і кіно.

## Біографія
Народилася 1934 року в сім'ї інженера-будівельника Михайла Петровича Самохіна та вчительки Марії Захарівни. Була четвертою, наймолодшою дитиною в сім'ї. Перед початком німецько-радянської війни батько помер від туберкульозу.
З 1942 року разом з родиною перебувала в евакуації у Тулі, де закінчила середню школу.
З 1952 по 1957 рік навчалася в Державному інституті театрального мистецтва (ДІТІСі), закінчила інститут з відзнакою. Знімалася на кіностудії «Мосфільм», служила в Театрі-студії кіноактора.
Дебютувала в кіно в фільмі «В добрий час!», що вийшов на екрани в 1956 році за однойменною п'єсою Віктора Розова, де виконала одну з головних ролей.

## Особисте життя
Чоловік — режисер Володимир Граве (грав у фільмі «Гусарська балада»). Донька — Олена Граве (1959-2003).
Останні роки життя багато хворіла, перенесла кілька інфарктів, пересувалася в інвалідному кріслі. Померла від інфаркту у 79-річному віці в одній з лікарень Москви після пожежі у власній квартирі. Похована на Хованському кладовищі.

## Фільмографія
Зіграла багато епізодичних ролей у фільмах.

### Акторка
- 1991 — Поки грім не вдарить —  епізод
- 1990 —  Посередник —  епізод
- 1989 — Світ в іншому вимірі (Фільм № 1 «Казенний будинок») —  прокурорка
- 1988 —  Робота над помилками —  вахтерка в театрі
- 1988 — Артистка з Грибова —  епізод
- 1986 — Земля мого дитинства —  епізод
- 1986 —  Перший хлопець —  секретарка  (немає в титрах)
- 1986 — Нас водила молодість... —  Серафима Никанорівна, наглядає за донькою командира полку Ніночкою Шебуровою
- 1985 — Від зарплати до зарплати —  співробітниця фабрики  (немає в титрах)
- 1984 —  Шанс —  Настя, сестра Грубін
- 1984 — День народження (короткометражний —  дружина Петровича
- 1983 — Ураган приходить несподівано —  епізод
- 1983 —  На вагу золота —  Дар'я
- 1983 — Вітя Глушаков — друг апачів —  членкиня батьківського комітету
- 1982 — Людина, яка закрила місто —  секретарка
- 1982 — Надія і опора —  членкиня бюро райкому  (немає в титрах)
- 1981 — Таємниця записної книжки —  покупчиня
- 1981 — Кохана жінка механіка Гаврилова —  відвідувачка адвоката
- 1979 — Клуб самогубців, або Пригоди титулованої особи —  служниця
- 1977 — Службовий роман —  співробітниця статистичного установи
- 1977 — Сутичка в хуртовині —  Глухова, дружина
- 1977 — Пил під сонцем —  працівниця
- 1977 — Особисте щастя —  Таїсія Федорівна, дружина Радуна (1-ша серія)
- 1976 — Чарівне коло —  епізод
- 1977 —  Ходіння по муках — мати Марусі (11-а серія «Очікування»)
- 1978 — 1983 —  Вічний поклик —  епізод  (8 і 14 серії)
- 1973 — Призначення —  епізод
- 1973 —  Як гартувалася сталь —  мати Гришутки  (вказана в 4-й серії, а грала в 5-й)
- 1973 — Справи сердечні —  епізод
- 1972 — Приборкання вогню —  епізод
- 1971 — Смертний ворог —  голодуюча біженка
- 1971 — Корона Російської імперії, або Знову невловимі —  епізод  (немає в титрах)
- 1970 — Переступи поріг —  мама на зборах  (в титрах — Н. Самохіна)
- 1967 — Залізний потік —  епізод
- 1965 —  Чорний бізнес —  супутниця Громова в ресторані  (в титрах — В. Самохіна)
- 1965 —  Перекличка —  акторка
- 1965 — Вони не пройдуть —  епізод
- 1961 — Розповіді про юність (кіноальманах) —  Поліна  (фільм 2 «Комстрой»)
- 1961 — Мир тому, хто входить —  перекладачка в комендатурі
- 1961 — Життя спочатку —  епізод
- 1960 — Кінець старої Березівки —  членкиня будівельної бригади, любов Павла Сахарова
- 1959 — Однолітки —  Люся, наставниця Світлани на годинниковому заводі (немає в титрах)
- 1958 —  Шквал —  Тоня
- 1958 —  Ідіот —  Олександра Єпанчіна
- 1956 — В добрий час! —  Марія Олексіївна, наречена Аркадія Аверіна

### Озвучення
- 1964 — Зустріч зі шпигуном — Бася Гедровська